# Florence Augusta Merriam Bailey
Florence Augusta Merriam Bailey (8 de agosto de 1863 - 22 de septiembre de 1948) fue una ornitóloga y escritora sobre la naturaleza estadounidense. La menor de cuatro hijos, era hermana de Clinton Hart Merriam. Organizó los primeros epígrafes de la Sociedad Audubon y fue activista para la protección de las aves. Escribió lo que se considera la primera guía de campo de aves en la tradición moderna, Birds Through a Opera-Glass, publicada en 1890. Su extenso trabajo de campo en el oeste americano, a menudo con su pareja Vernon Bailey, fue documentado en varios libros, entre ellos el Manual de aves del oeste de los Estados Unidos y Las aves de Nuevo México. 

## Vida y trabajo

### Infancia y familia
Merriam nació el 8 de agosto de 1863 en Locust Grove, cerca de Leyden (Nueva York). Sus padres fueron Clinton Levi Merriam y Caroline Hart Merriam. La menor de cuatro hijos, era hermana de Clinton Hart (conocido como C. Hart para distinguirlo de su padre), Ella Gertrude (quien murió antes de que ella naciera ) y de Charles Collins. Creció en la finca de su familia, "Homewood", en la cima de una colina arbolada sobre la casa de sus abuelos en Locust Grove. A Merriam y a su hermano C. Hart (casi ocho años mayor que ella), sus padres y su tía Helen Bagg los animaron a estudiar historia natural y astronomía,  por lo que los dos se interesaron por la ornitología a una edad temprana.
El padre de Merriam, interesado por los asuntos científicos, mantenía correspondencia con John Muir después de haberlo conocido en Yosemite en el verano de 1871.
Durante la adolescencia, la salud de Merriam fue frágil. Estudió en la escuela privada de la Sra. Piatt en Utica (Nueva York), como preparación para la universidad. A partir de 1882, asistió al Smith College como estudiante especial, por lo que recibió un certificado en lugar de una licenciatura en 1886. Su candidatura a un título se reconoció mucho más tarde, y la recibió en 1921. También asistió a seis meses de conferencias en la Universidad de Stanford en el invierno de 1893–1894.
La familia Merriam pasaba los inviernos más rigurosos lejos de Homewood, prefiriendo el clima más suave de la Ciudad de Nueva York. Durante unas vacaciones de primavera, conocieron a Ernest Thompson Seton. Seton influenció pronto en ella, alentando su preferencia por el estudio de las aves.

### Activismo para proteger a las aves

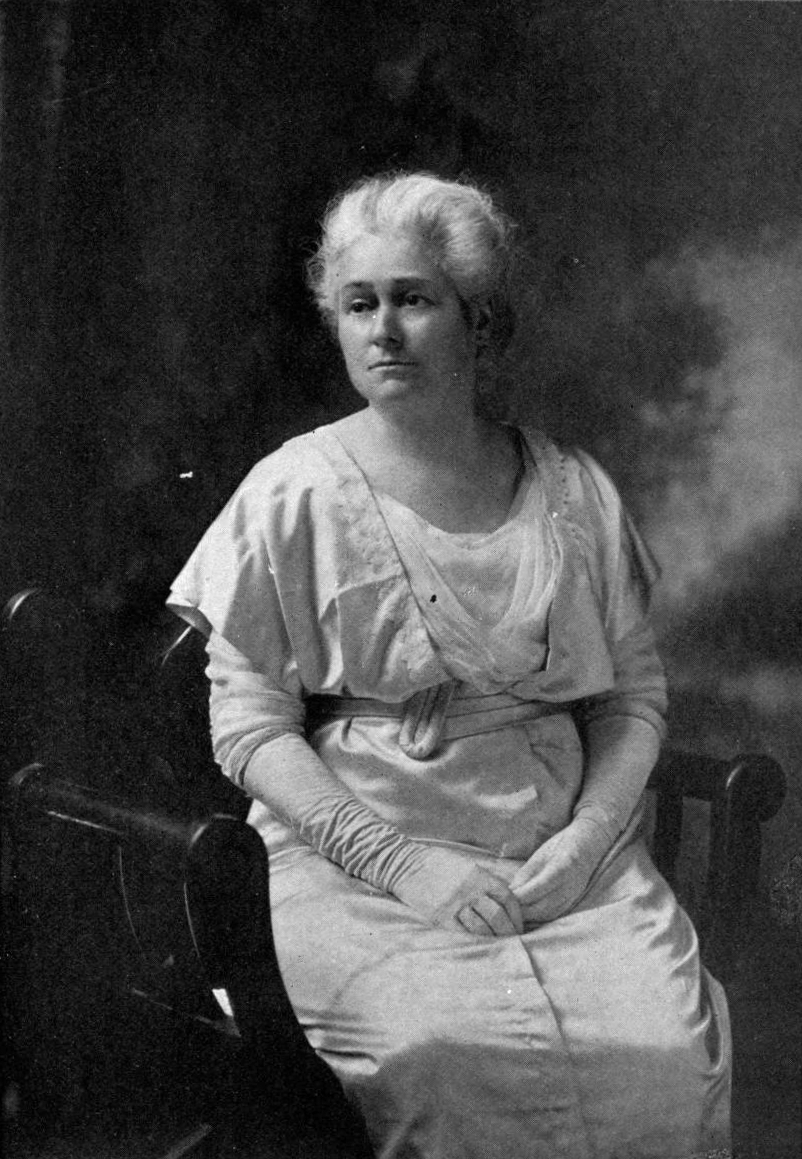
Retrato de Tradición ornitológica (1916)

En el momento en que Merriam se interesó por la ornitología, la mayoría de los estudios estaban basados en colecciones de aves, se trata de un recurso científico. Estas colecciones son archivos de diversidad aviar y satisfacen las diversas necesidades de investigadores científicos, artistas y educadores; aun así, estuvo más interesada en estudiar pájaros vivos y su comportamiento en el campo. También en esa época, estaba de moda entre las mujeres llevar plumas en sus sombreros. Indignada por esta costumbre, en 1885, Merriam escribió el primero de varios artículos periodísticos argumentando en contra de esta práctica. En 1886, en colaboración con George Bird Grinnell y su compañera de estudios Fannie Hardy, organizó la Smith College Audubon Society (SCAS), un departamento local de la naciente Sociedad Nacional Audubon de Grinnell. El SCAS invitó al naturalista John Burroughs y en 1886 participó en la primera de una serie de caminatas por la naturaleza con el grupo.
Se trasladó a Washington donde ayudó a organizar la Audubon Society of the District of Columbia en 1897, y comenzó a impartir clases de ornitología para esa organización los siguientes años. Al mismo tiempo, participó activamente en el Comité para la Protección de las Aves de la Unión Americana de Ornitólogos.
Merriam se dedicó a mostrar e informar a la gente el valor de las aves vivas, y continuó trabajando para protegerlas.Como resultado de sus esfuerzos y de los de otros, la Lacey Act de 1900 prohibió el comercio interestatal de fauna y flora que había sido capturada, transportada o vendida ilegalmente. Este fue un primer paso para evitar la caza y disminuir el número de muertes, especialmente entre las aves marinas, tales como pelícanos y somormujos. Finalmente, gracias a más legislación, cambios de estilo y educación, se detuvo la matanza de aves para la decoración de sombreros y prendas de vestir.

### Ornitología de campo y regional

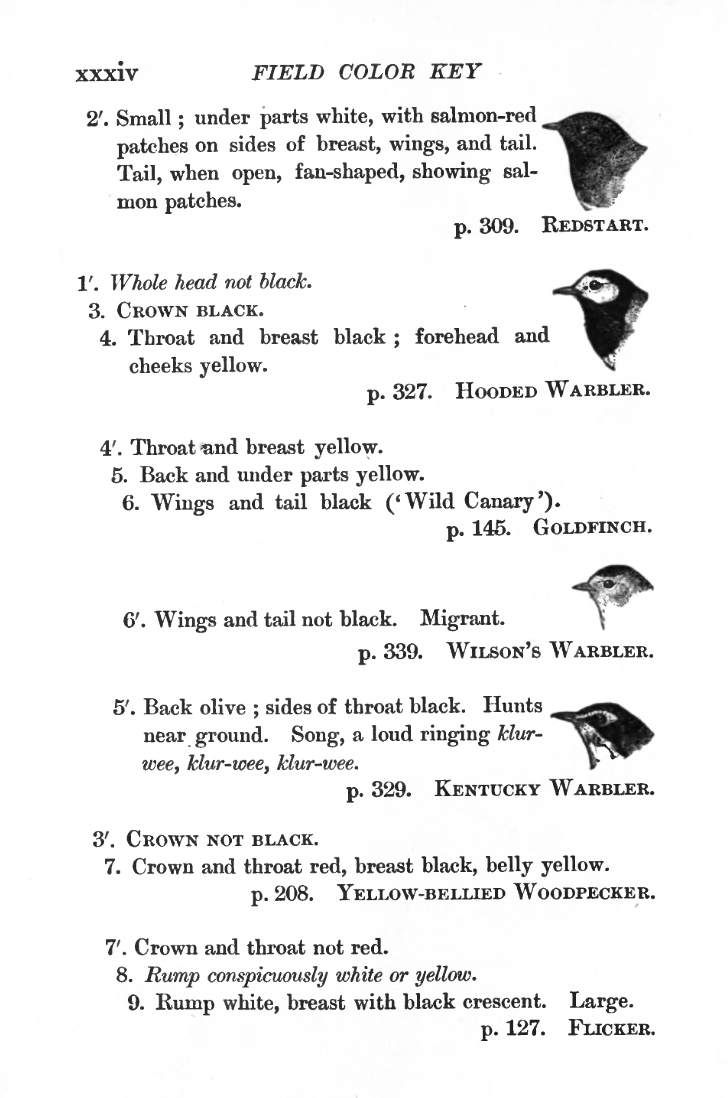
Página que muestra la clave para la identificación de aves

Su introducción de una guía de campo para la observación de aves, centrada en las aves vivas observadas en la naturaleza, se considera la primera en la tradición de las guías de aves modernas e ilustradas. Publicó Pájaros a través de unos binoculares de ópera a la edad de 26 años, adaptando una serie de notas aparecidas en la revista especializada Audubon. El libro describe 70 especies comunes. Dirigido a mujeres y jóvenes, el trabajo fue descrito como "encantador, sin pretensiones y útil".
En 1889, Merriam hizo el primero de muchos viajes a través de los Estados Unidos occidentales. Junto con sus familiares fue a visitar a su tío, Gustavus French Merriam, en su finca familiar del Condado de San Diego, California, llamada "Twin Oaks". Uno de los propósitos del viaje era la restauración de la salud de Merriam, dado que probablemente sufriera tuberculosis, aunque su enfermedad nunca fue diagnosticada formalmente como tal. Unos años más tarde viajó a Utah y Arizona en compañía de Oliva Thorne Miller. Describió sus experiencias en Mi Verano en un pueblo mormón. A diferencia de su otra obra dedicada a las aves, este libro era una narración de viajes. Su segundo viaje a Twin Oaks, realizado a caballo, donde también estudió las aves, dio como resultado la publicación de A-Birding on a Bronco (este fue el primer libro ilustrado por Louis Agassiz Fuertes.) A su regreso del oeste, Merriam estableció su residencia junto con su hermano C. Hart en Washington D. C., donde se dedicó a organizar las delegaciones locales del Women's National Science Club.

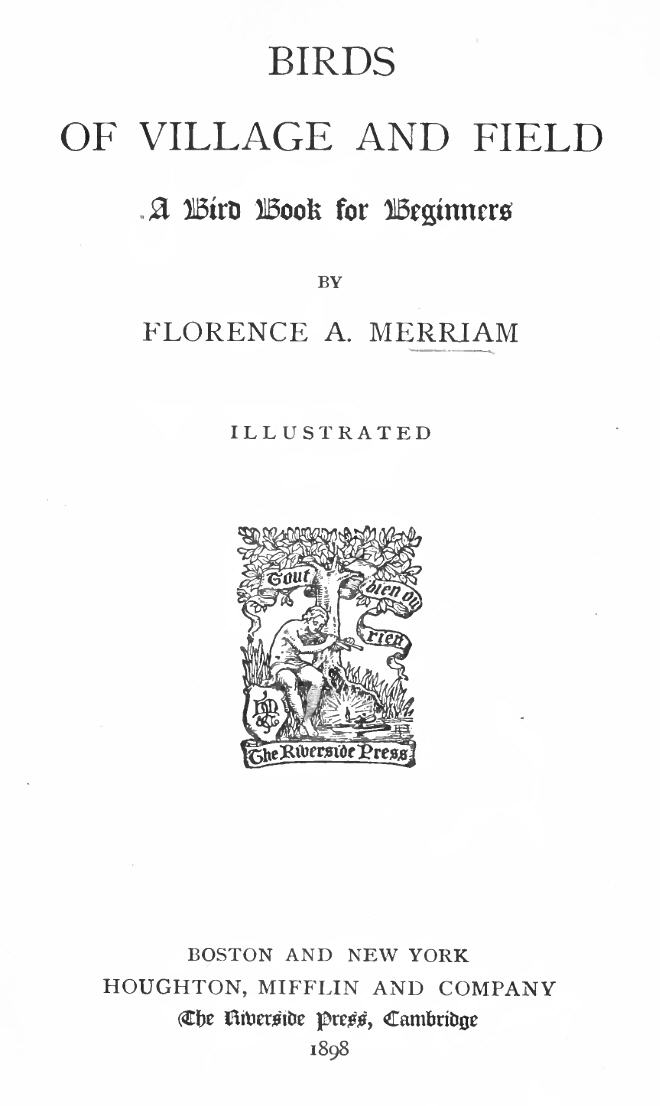
Portada de Aves de pueblo y campo

Merriam siguió con una segunda guía de aves de mayor alcance (más de 150 especies) en 1898 con su libro Birds of Village and Field, otro libro escrito para principiantes.
En diciembre de 1899, se casó con Vernon Bailey, Naturalista Jefe de Campo del Servicio de Pesca y Vida Silvestre de los Estados Unidos y colega de C. Hart. Después de residir en diferentes ciudades, construyeron su casa en 1834 en Kalorama, N.W., en el barrio de Adams Morgan de Washington. Entre los visitantes que recibía en su casa figuraron Clarence Birdseye, naturalista convertido en inventor, y la botánica Alice Eastwood. Charles R. Knight, artista conocido por sus frescos y esculturas sobre animales prehistóricos y fauna salvaje, proporcionó la pieza central de la biblioteca de la casa, un retrato pintado de un tigre en reposo. Los Baileys se hicieron amigos de la joven pareja naturalista Olaus Murie y Margaret "Mardy" Murie, y se convirtieron en huéspedes habituales de su residencia de Washington.
El siguiente logro de Merriam fue un trabajo importante de ornitología y un complemento al Manual de Pájaros de los Estados Unidos Orientales de Frank Michler Chapman. Basándose en el mejor estudio disponible publicado, el análisis de los especímenes con la ayuda de Robert Ridgway del Instituto Smithsoniano, reunió 600 ilustraciones de diversas fuentes, y su trabajo de campo propio, para publicar el Manual de Pájaros de los Estados Unidos Occidentales en 1902. El libro siguió siendo una referencia estándar en ornitología regional durante al menos 50 años. Sin sacrificar la precisión técnica, el manual incluía descripciones vívidas de comportamientos como el anidamiento, la alimentación y la vocalización, información que no fue destacada en la literatura posterior.
La pareja de naturalistas viajó mucho, y juntos fueron los responsables de animar a muchos jóvenes a estudiar historia natural. Durante las siguientes tres décadas, Florence y Vernon cubrieron gran parte del oeste americano. Exploraron California del sur en 1907, Dakota del Norte (Marriem la visitó en 1909, 1912, y 1916), Oregón en 1914, y el Parque nacional de los Glaciares en 1917. Los resultados de su trabajo de campo en el parque fueron publicados conjuntamente en 1918 como Animales Salvajes del Parque Nacional de los Glaciares.
La primera investigación sustancial de los Baileys en el campo en lo que entonces era el Territorio de Nuevo México llegó en 1903. Durante los tres veranos siguientes, cruzaron la región. Una década más tarde, con la muerte de Wells Cooke, Merriam fue llamada para completar el trabajo de Cooke sobre la avifauna de la región. Sobre la base de sus notas de campo escribió su obra maestra, Los Pájaros de Nuevo México, que no se publicó hasta 1928, doce años después. El mérito de Merriam fue reconocido con la Medalla Brewster en 1931.
Visitó el Territorio de Arizona en la década de 1890. En pareja o en solitario, Merriam regresó para trabajar sobre el terreno, en lo que ahora es el Estado de Arizona, varias veces durante la década de 1920. Su último trabajo fue Entre los Pájaros en el Gran Cañón, publicado por el Servicio de Parques Nacionales en 1939, diez años antes de su muerte.
En un ensayo conmemorativo, Paul Oehser comparó favorablemente los primeros libros de Merriam con la escritura de Muir y Burroughs, y la describió como "una de las ornitólogas más literarias de su tiempo, combinando un intenso amor por las aves y un notable poder de observación con un fino talento para la escritura y una gran reverencia por la ciencia". A pesar de la enérgica actividad que desarrolló junto con su pareja, viajando a través del país y haciendo caminatas por todas partes, el enfoque de Merriam hacia el estudio de la naturaleza era de una contemplación suave y tranquila. Escribió: "Cultivad un espíritu filosófico, contentaos con sentaros y escuchar las voces del pantano; dejad que las fascinantes, misteriosas y desconcertantes voces os rodeen y mantened la paz".

### Reconocimientos póstumos
Merriam murió de degeneración miocárdica en Washington D. C., el 22 de septiembre de 1948. Está enterrada en la antigua casa de Merriam, en Locust Grove, Nueva York.

## Afiliaciones y reconocimiento
Merriam se convirtió en la primera mujer miembro asociada de la Unión de Ornitólogos americanos en 1885 (nominada por su hermano C. Hart). Fue la única mujer asociada hasta 1929, y la primera mujer receptora de su Medalla Brewster en 1931, otorgada por su obra Pájaros de Nuevo México. En 1933, recibió un doctorado honoris causa de la Universidad de Nuevo México. Fue fundadora de la Audubon Society del Distrito de Columbia, y con frecuencia dirigía sus clases en las áreas de ornitología básica. En 1908, Joseph Grinnell nombró una subespecie de las montañas Chickadee de California, Parus gambeli baileyae, en su honor. En 1992, una montaña en el sur de Oregón, en la Cordillera de las Cascadas, fue denominada Monte Bailey en honor de Florence y Vernon Bailey, por el Oregón Geographic Names Board.

## Selección de publicaciones
- Merriam, Florence A. (1890). Birds Through an Opera-Glass. Boston, MA: Houghton Mifflin. doi:10.5962/bhl.title.60311.
- Merriam, Florence A. (1894). My Summer in a Mormon Village. Boston, MA: Houghton Mifflin. Consultado el 30 de diciembre de 2013.
- Merriam, Florence A. (1896). A-Birding on a Bronco. Boston, MA: Houghton Mifflin. doi:10.5962/bhl.title.12539.
- Merriam, Florence A. (1896). How Birds Affect the Farm and Garden. New York, NY: Forest and Stream Publishing. doi:10.5962/bhl.title.36220.
- Merriam, Florence A. (1898). Birds of Village and Field: A Bird Book for Beginners. Boston, MA: Houghton Mifflin. doi:10.5962/bhl.title.30028.
- Bailey, Florence Merriam (1902). Handbook of Birds of the Western United States, Including the Great Plains, Great Basin, Pacific Slope, and Lower Rio Grande Valley. Boston, MA: Houghton Mifflin. doi:10.5962/bhl.title.7872. Platos por Louis Agassiz Fuertes.
- Bailey, Vernon; Bailey, Florence Merriam (1918). Wild Animals of Glacier National Park. Washington, DC: Government Printing Office. doi:10.5962/bhl.title.13645..
- Bailey, Florence Merriam (1928). Birds of New Mexico. Santa Fe, NM: New Mexico Dept. of Game and Fish in cooperation with the State Game Protective Association and the Bureau of Biological Survey. "Con Contribuciones por el Tardíos Wells Woodbridge Cooke... Ilustrado con Colored Platos por Allan Brooks, Platos y Figuras de Texto por el Louis Tardío Agassiz Fuertes."
- Bailey, Florence Merriam (1939). Among the Birds in the Grand Canyon Country. Washington, DC: Government Printing Office. Consultado el 30 de diciembre de 2013.